# Liesetal-Hilmesberg
Liesetal-Hilmesberg este o arie protejată (arie specială de conservare — SAC, sit de importanță comunitară — SCI) din Germania întinsă pe o suprafață de 100,06 ha, integral pe uscat.

## Localizare
Centrul sitului Liesetal-Hilmesberg este situat la coordonatele 51°09′32″N 8°36′07″E / 51.1589°N 8.6019°E.

## Înființare
Situl Liesetal-Hilmesberg a fost declarat sit de importanță comunitară în octombrie 2000 pentru a proteja un număr necunoscut de specii din flora spontană și fauna sălbatică aflate în arealul zonei. Situl a fost protejat și ca arie specială de conservare în septembrie 2004.

## Biodiversitate
Situată în ecoregiunea continentală, aria protejată conține 5 habitate naturale: Pajiști uscate europene, Formațiuni ierboase bogate în specii de Nardus, dezvoltate pe substraturi silicioase în zone montane (și în zone submontane, în Europa continentală), Fânețe de joasă altitudine (Alopecurus pratensis, Sanguisorba officinalis), Fânețe montane, Păduri de fag Luzulo-Fagetum.
La baza desemnării sitului se află un număr nedeclarat de specii protejate.